# 沥滘站
瀝滘站是广州地铁3号线及廣佛地鐵的換乘站，也是廣佛地鐵位于广州一端的終點站。車站位於中国广东省广州市海珠区沥滘村、瀝滘涌及南海心沙島的地下，於2006年12月30日随3号线一期全線通車而啟用。

## 车站构造

### 車站楼层
沥滘站共设有三層。地面为车站出入口，环岛路、瀝滘村、南海心沙島及瀝滘涌；地下一層為站廳层；地下二層為广佛线站台層，以及3號線設備區；地下三層為3號線站台層。
| 地下一层 | 北站厅                        | 售票機、客服中心、商店、警务室、母婴室、安检设施 |                    |                    |
|          |                               | （沥滘涌）                                       |                    |                    |
|          | 南站厅                        | 广州地铁站务培训室（不对外开放） 未启用车站大厅  |                    |                    |
| 地下二层 | 侧式站台（卫生间）            | 侧式站台（卫生间）                               | 侧式站台（卫生间） | 侧式站台（卫生间） |
|          | 4 站台                        | █广佛线 新城東方向（下站：南洲）                 |                    |                    |
|          | 3 站台                        | █广佛线 终点站台                                 |                    |                    |
|          | 侧式站台；前往 █3号线 站台    |                                                  |                    |                    |
| 地下三层 | 2 站台                        | █3号线 机场北或天河客运站方向（下站：大塘）      |                    |                    |
|          | 岛式站台；前往 █广佛线 4 站台 |                                                  |                    |                    |
|          | 1 站台                        | █3号线 海傍方向（下站：厦滘）                    |                    |                    |

### 站厅

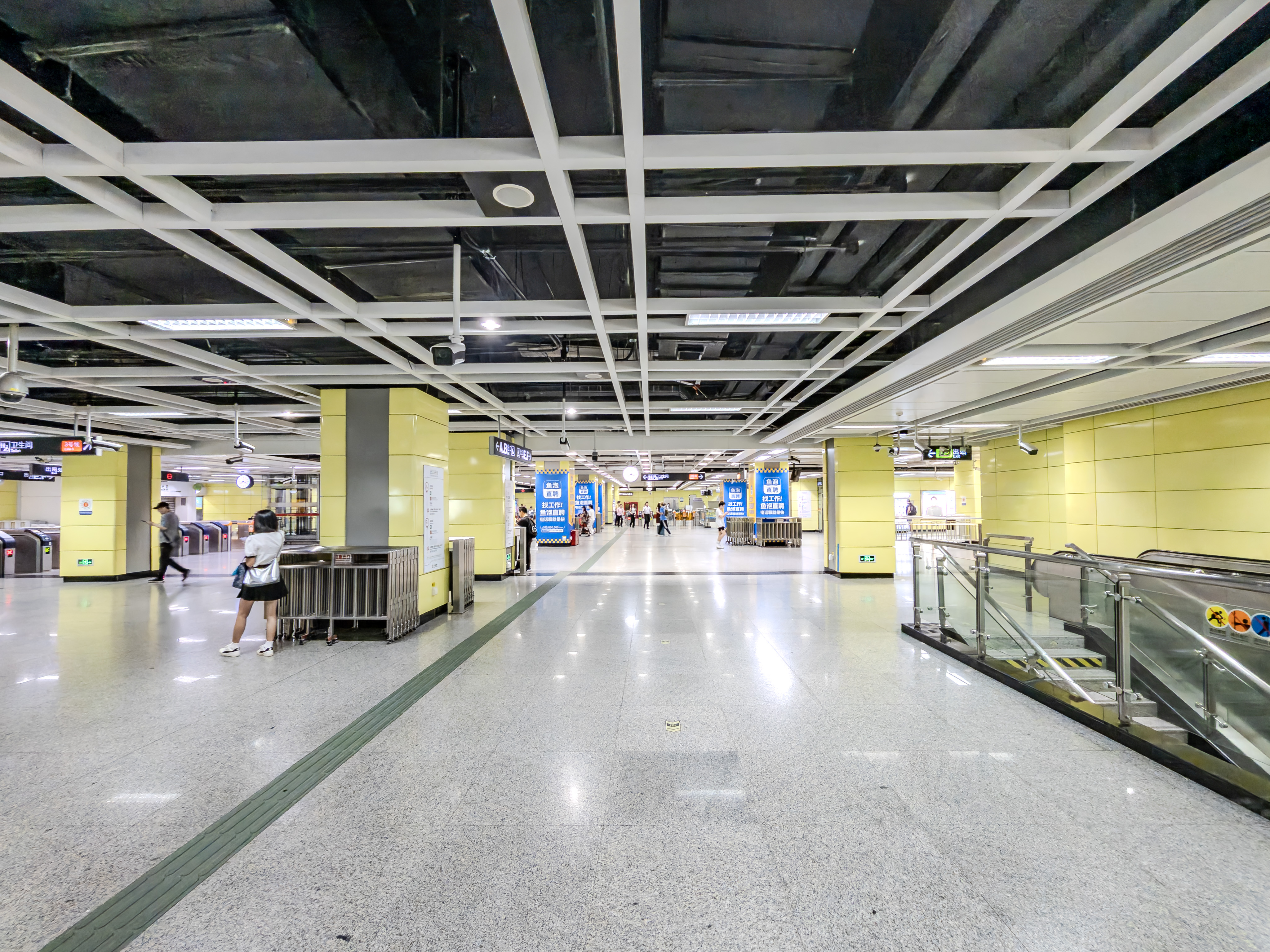
北站厅

由於瀝滘站設計時要兼顧瀝滘村及南海心沙島的交通，因此南北走向的3號線車站設計為直接橫穿瀝滘涌，站廳層因此被河涌分隔為兩個站廳。两个站厅同步建设，其中位於瀝滘村一側的北站厅為3號線和廣佛線的共用站廳，在3号线一期全线通车时启用，在广佛线月台启用后则扩建至现有规模；而位于南海心沙岛地底的南站厅则一直未开放。
目前使用的北站厅，收费区位于站厅南侧，收费区内设有兩台专用电梯連接广佛線的兩個側式月台，但受3號線月台結構空間影響，只有通往4號月台的一部電梯能貫通前往3號線月台。同时设有两條扶手电梯連接3號線月台，以及各两條扶手电梯和两組楼梯分别連接广佛线兩個月台。
瀝滘站站厅內設有自动售卖机；瀝滘站曾经在站厅付费区西侧内设有商店，但受站厅扩建影响，车站商店亦全部重置于站厅北侧的非收费区处，现时其中一间为羊城通客户服务中心。
此外，本站的母婴室设于站厅西侧的非付费区处。

### 月台
沥滘站在建设之初就已经建设好兩条地鐵线路的月台。其中3号线设有一个岛式月台，下穿沥滘村、瀝滘涌及南海心沙島，位於地下三層；而广佛线设有两个侧式站台，位于环岛路地底，負二层北侧。本站的卫生间设于广佛线4号月台中部偏西一侧。值得一提的是，广佛线月台配色采用棕色陶瓷掛板，与站厅以及3号线月台使用的檸檬黃焗漆板不同。
兩線月台上的書法字也有所區別，3號線在焗漆板上採用由人手書寫的書法大字；廣佛線在陶瓷板上，「瀝」和「滘」兩字分別採用了華文行楷電腦字體及普通正楷體，原因應為華文行楷字體不支持「滘」字。而在廣佛線開通首週，「瀝滘」兩字後更多出有華文行楷字體的「站」字，後來該字被移除。
由于3号线月台直接橫穿瀝滘涌，而且要配合3号线与广佛线的节点换乘方式，因此3号线月台公共區域较其它3號線车站长。其中3号线月台最北侧及中间偏北侧各设有扶手电梯及楼梯連接廣佛線兩個側式月台；南端亦设有扶手电梯及楼梯以通往南站厅。由於本站的南站廳尚未啟用，因此有關扶手電梯及楼梯入口現時被玻璃欄杆封閉，並附有相關告示，提醒乘客不要在此前往站廳層以及换乘广佛线。
另外，广佛線站台東端則設有一組交叉渡線，供广佛线以本站为终点站时，使用該組渡線进行站后折返。同样在月台西端亦设有单渡线供列车进行站前折返工作。在早晚高峰過後及晚上收車前夕，廣佛線部分列車在3號月台清客後會退出服務，然後折返至4號月台稍作停留後開出，沿途不停站返回夏南車輛段。屆時4號月台會發出廣播提醒乘客不能上車。

#### 换乘
3号线换乘至广佛线时，乘客需要在3号线月台最北端处搭乘扶手电梯及使用楼梯前往广佛线4號月台（始發），亦可使用连通广佛线始发月台及北站厅的专用电梯前往广佛线4號月台。
而广佛线换乘至3号线时，可在3號月台（終到）中部搭乘扶手电梯及使用楼梯直接前往3号线月台。但轮椅人士及携带大型行李的乘客如需从广佛线换乘至3号线时，需要先从3號月台搭乘通往至北站厅的专用电梯，在北站厅改乘另一个可通往3号线月台的专用电梯进行换乘。

### 出入口
沥滘站目前设有4个出入口供乘客进出车站，其中E口设置轮椅升降台。目前的出入口均位于北站廳。
|                                                     |                                                           |      |          |                                   |
|                                                     |                                                           |      |          |                                   |
| 编号                                                | 设施                                                      | 照片 | 出口指示 | 建议前往的目的地                  |
| A                                                   | 盲道标志 · 扶手电梯标志                                   |      | 环岛路   | 沥滘村 公交：沥滘大埗头站（西行） |
| B                                                   | 盲道标志 · 扶手电梯标志                                   |      | 环岛路   | 沥滘村 公交：沥滘大埗头站（东行） |
| E                                                   | 盲道标志 · 轮椅升降台标志 · 无障碍通道标志 · 扶手电梯标志 |      | 环岛路   | 沥滘村 公交：地铁沥滘站（东行）   |
| F                                                   | 盲道标志 · 扶手电梯标志                                   |      | 环岛路   | 沥滘村 公交：地铁沥滘站（西行）   |
| 註： 設有 \| 設有 \| 設有輪椅升降台 \| 設有扶手電梯 |                                                           |      |          |                                   |

## 接驳交通
本站周边设有“地铁沥滘站总站”和“沥滘大埗头总站”两个公交总站，方便乘客从本站接驳公交前往海珠区各地，其中到发地铁沥滘站总站的公交线路曾在建设广佛线站后折返线时撤出总站，至2020年5月30日，环岛路的沥滘涌至南洲路区段建成后恢复。
| 公交线路 \| 编号 \| 编号 \| 线路 \| 线路 \| 线路 \| 收费 \| 备注 \| \| ---- \| ----- \| -------------- \| ---- \| -------------------- \| ---- \| ------------ \| \| \| 86 \| 沥滘路东 \| ⇆ \| 大学城（广工） \| 2元 \| \| \| \| 765 \| 沥滘大埗头 \| ⇆ \| 阅江路（珠江啤酒厂） \| 2元 \| \| \| \| 960 \| 地铁沥滘站 \| ↻ \| 南洲花园 \| 2元 \| 30分/班 \| \| \| 964 \| 地铁沥滘站 \| ⇆ \| 逸景翠园 \| 2元 \| \| \| \| 991 \| 地铁沥滘站 \| ↺ \| 地铁东晓南站 \| 2元 \| \| \| \| 夜128 \| 大学城（广工） \| ⇆ \| 海珠客运站 \| 3元 \| 86路附属线路 \| |       |                |      |                      |      |              |
| 编号 | 编号  | 线路           | 线路 | 线路                 | 收费 | 备注         |
| | 86    | 沥滘路东       | ⇆    | 大学城（广工）       | 2元  |              |
| | 765   | 沥滘大埗头     | ⇆    | 阅江路（珠江啤酒厂） | 2元  |              |
| | 960   | 地铁沥滘站     | ↻    | 南洲花园             | 2元  | 30分/班      |
| | 964   | 地铁沥滘站     | ⇆    | 逸景翠园             | 2元  |              |
| | 991   | 地铁沥滘站     | ↺    | 地铁东晓南站         | 2元  |              |
| | 夜128 | 大学城（广工） | ⇆    | 海珠客运站           | 3元  | 86路附属线路 |

## 利用状况
沥滘站周边为沥滘村，以北是楼盘珠江盛景家园。瀝滘村目前處於拆遷改造的過程中，因此本站的客流主要是换乘客流，而出入閘客流僅以附近的居民為主。
本站3號線開通後客流一般，除早晚高峰之外，其余时间车站会显得较为冷清。但在廣佛線開通至本站後，本站成為換乘站，吸引到不少乘客在本站通過廣佛線來往南洲站，以在2號線和3號線之間換乘。因引入了需要换乘的乘客，客流大幅上升。開通首日更因3號線換乘至廣佛線的客流過大，而需要在站廳對換乘客流實施控制措施。而在平日，亦会有不少乘客在本站进行换乘，广佛线列车在本站开出时更往往已经座无虚席。有部分長途乘客（例如乘坐至佛山段各站的乘客）更會在當班列車車廂已經無空餘座位的情況下，刻意等候下一班車，以獲得有座位坐下的機會。现时，本站工作日有近九成客流为换乘客流。
为维持车站运营秩序，本站自2019年3月19日起在工作日7:30-9:30实施客流控制措施。客控期间，地铁方面会视情况临时封闭广佛线站台前往三号线站台的通道，引导乘客通过站厅换乘，以减缓乘客到达三号线站台的速度。

## 历史

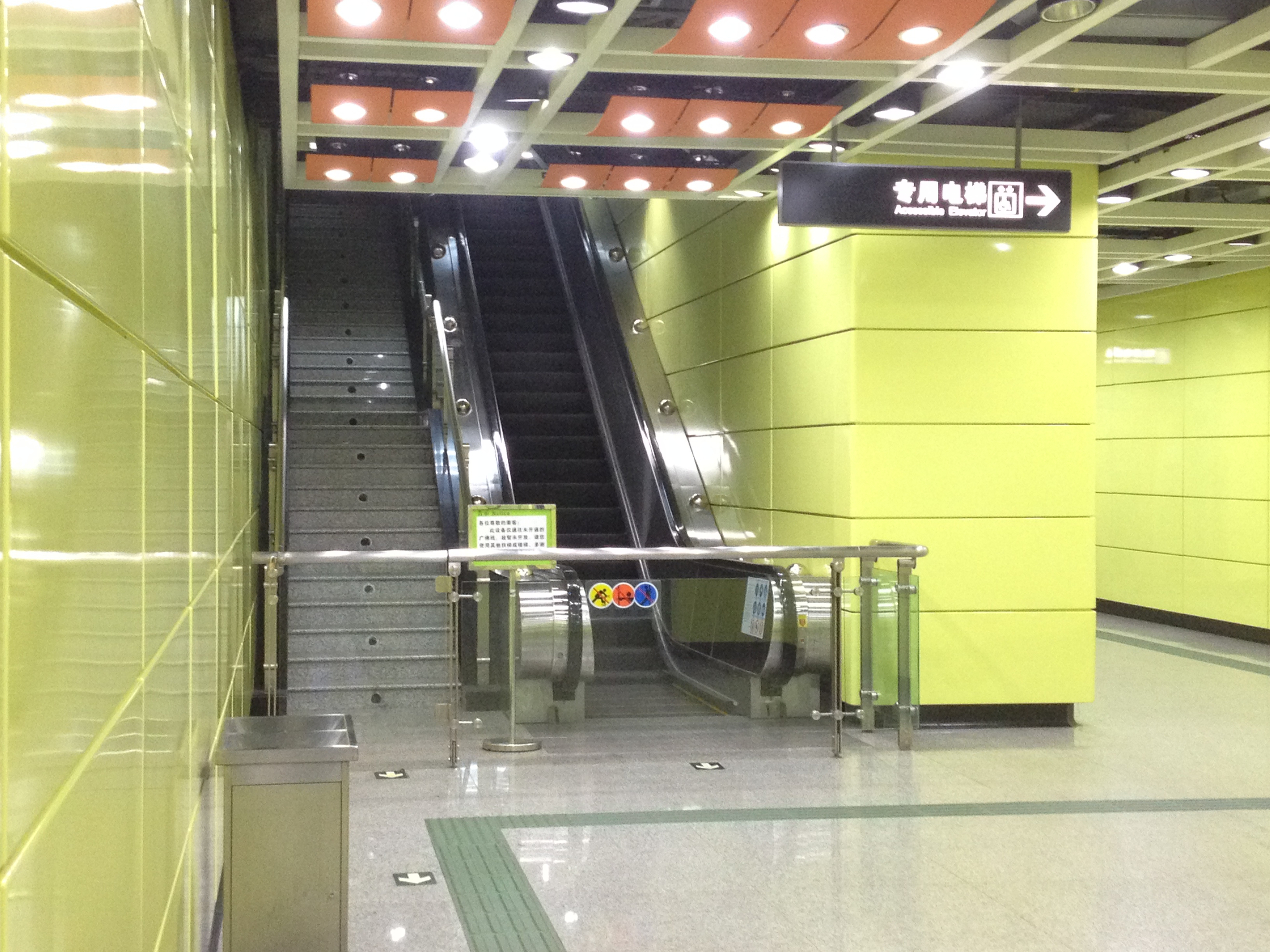
广佛线月台启用前，位于3号线月台北端处前往广佛线始发月台的扶手电梯及楼梯均被栏杆围蔽

沥滘站最早出现在1997年的《廣州市城市快速軌道交通線網規劃研究（最終報告）》中，为2号线南端終點站后滘站，位置与现时大致相同。後來在2000年方案中，因應番禺撤市建區，本站成为规划3号线的沥滘港站；而2号线因改為從南洲南延至广州新客站（现广州南站），不再前往本站。直到2003年方案中，南洲至後滘段被划分为广佛地铁廣州段的一部分，同时本站被规划成一个换乘车站。
2003年5月30日，本站3号线车站正式开工建设。由于車站結構直接下穿瀝滘涌，本站建設時需要對瀝滘涌進行臨時填涌連接南海心沙島，以明挖3號線車站結構。土建工程完成後即恢復瀝滘涌的水道。2004年4月1日，车站工地北端的地坑发生坍塌，造成车站北端周边范围内一定的沉降，附近民房受到一定影响，所幸未造成人员伤亡。2006年12月30日，本站随3号线后通段开通而正式启用。
受瀝滘村委及村民就相關房屋拆迁补偿糾紛的影響，广佛线车站用地范围雖然早已在2013年10月中開始拆除房屋並進行圍蔽，但車站施工多次遭到当地村民的阻撓。直至2016年4月底，广佛线后通段大部分车站和隧道区间（包括石溪站及南洲站）均已经完成土建，而剩下本站廣佛線續建部分只能延至2016年6月初才正式开始建设，这也直接导致广佛线后通段开通时间一直拖延，最終更只能分期、分段通车，让西塱至燕岗段先行开通。2018年5月15日，南洲站至瀝滘站盾構隧道完工，標誌着首期後通段剩餘段全線隧道貫通。
2018年11月12日，广佛线本站与南洲站正式移交运营进行调试，标志着广佛线石溪至沥滘段已全部由建设阶段转向运营筹备阶段试。同年12月28日首班车起，本站广佛线站厅扩建部分及月台层随广佛地铁燕崗站至瀝滘站开通而启用。
2022年，本站曾多次受疫情防控措施影响而需要调整服务。4月疫情期间，本站于4月12日至4月17日暂停进出站服务，仅保留站内换乘功能。年末疫情期间，本站于11月5日9时至11月30日下午再度暂停进出站；不过为服务成人高考等考试考生，本站在5日及6日的早上9时前仍维持正常服务。

### 南站厅

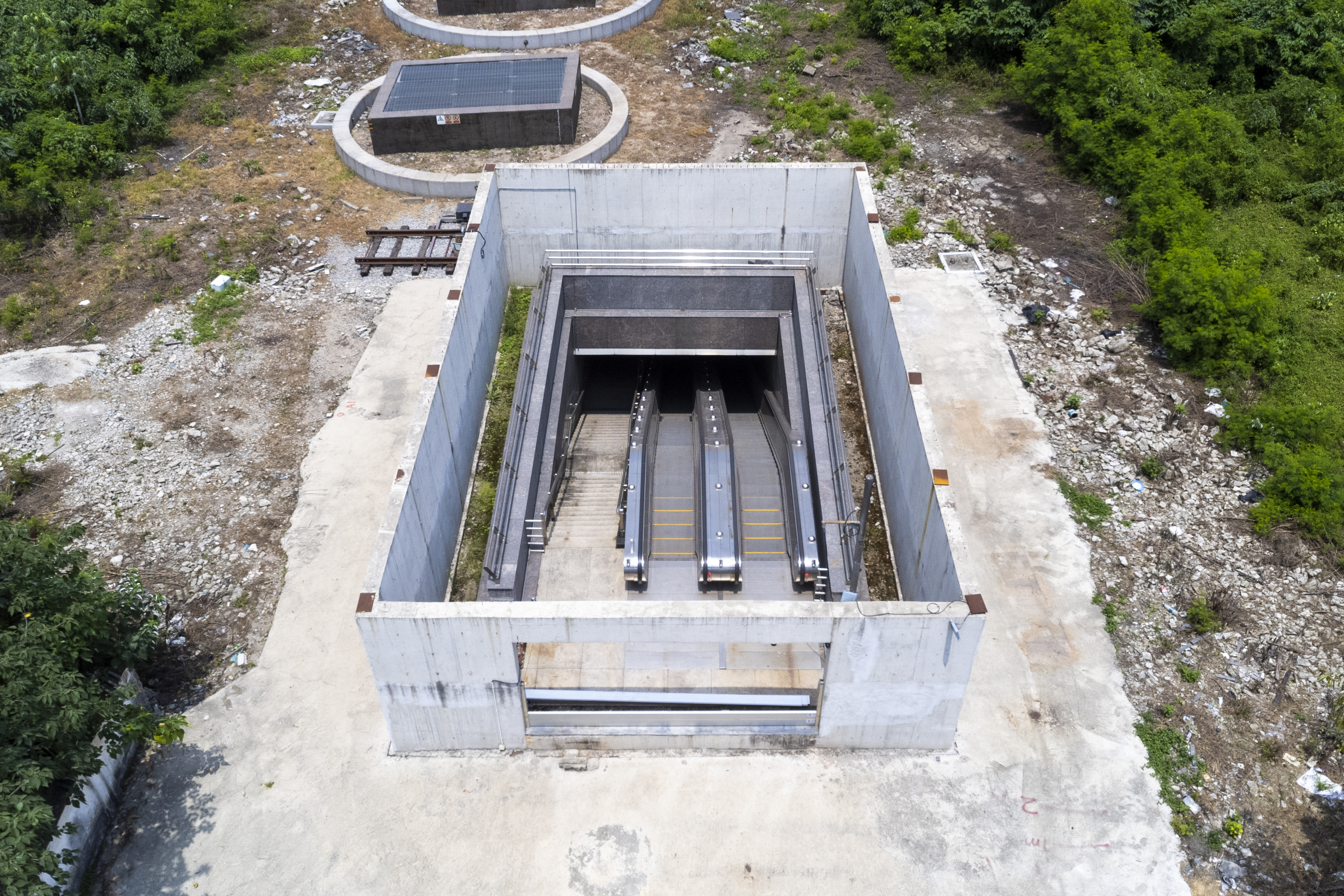
南海心沙上的南站厅预留出口

当局曾计划将沥滘站所处的海心沙岛打造为大型客运枢纽，故除地铁外，该地还规划了广珠城际铁路车站和沥滘客运港。当中广珠城际原规划在远期向北继续延伸，并于南海心沙島上设立沥滘站，故本站在南站廳预留了通道前往城際車站進行換乘；但广珠城际最终确定以广州新客站作为终点站。此后广佛环线一度计划在沥滘设站，但为避开海珠湿地而改经大石和科学中心。因此，南站厅预留的城际车站通道没有机会使用。加上地面的南海心沙岛规划没有落實，至今尚未开发，因此南站厅仍未開放，现时仅作为地铁公司的实训室使用。